# Kjersti Grini
Kjersti Elizabeth Grini (Oslo, 7 de setembro de 1971) é uma ex-handebolista profissional norueguesa, medalhista olímpica.
Kjersti Grini fez parte da geração medalha de bronze em Sydney 2000.